# 彼得·芬迪

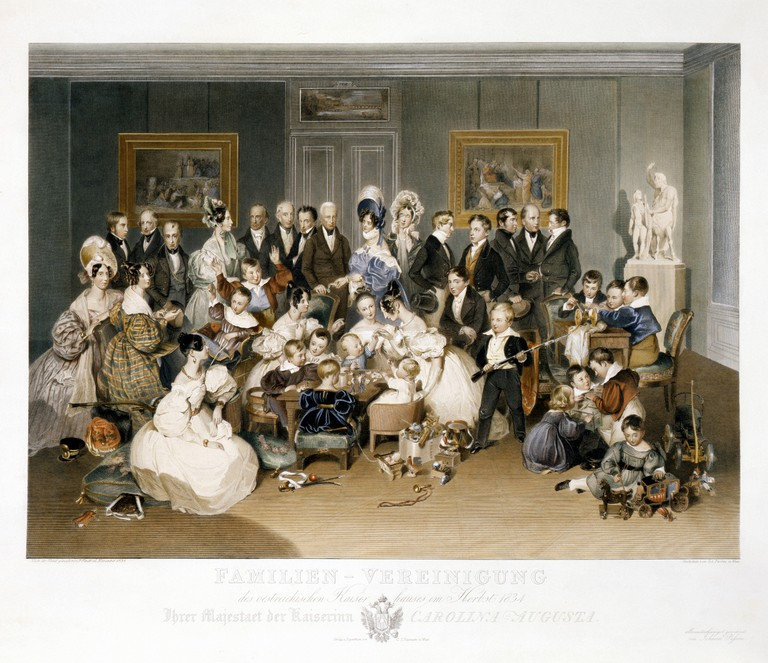
奥地利神圣罗马皇帝弗朗茨二世的第四位妻子夏洛特公主（Karoline Auguste）的家族人物画。

彼得·芬迪（德語：Peter Fendi，1796年9月4日—1842年8月28日），奥地利宫廷画家、平版印刷家，也是毕德麦雅时代的艺术领头人。

## 生平
1796年9月4日，彼得·芬迪出生在维也纳，父母为约瑟夫和伊丽莎白·芬迪，父亲是教师。
芬迪幼年的一次意外事故中损伤了脊柱。童年时代起，他就展现了过人的艺术才华。1810年，进入圣安娜美术学院录取。他在学校一直读了三年，到13岁完成学业。
彼得·芬迪的学生包括卡尔·辛德勒和约翰·弗里德里希·特米尔。
1842年8月28日，芬迪逝世。